# Вульф Євген Володимирович
Євге́н Володи́мирович Ву́льф (* 24 травня (6 червня) 1885, Сімферополь — † 21 грудня 1941, Ленінград) — український вчений-ботанік, біогеограф, флорист.

## Життєпис
1903—1906 — навчався в Московському університеті — поступив на природниче відділення фізико-математичного факультету, в 1909 — закінчив Віденський по фаху «ботаніка». 1910 року захищає магістерську дисертацію, працює в Московському ботанічному саду, одночасно в 1910—1914 роках систематично досліджує кримську флору.
1914 року призначений в Нікітський ботанічний сад ботаніком-садоводом — до 1926 року. За цей час створив гербарій кримської флори, організовує Ботанічний музей, провадив широкомасштабні дослідження флори гірського Криму: з 1914 по 1917 рік провів понад 20 експедицій — на Чатирдазький яйлинський масив, яйли Демерджі, Долгоруківську, Карабі, Тирке, склав першу ботаніко-географічну карту цього регіону.
У 1921—1926 роках працює професором Таврійського університету, після від'їзду з Криму М. І. Кузнєцова очолив кафедру. Після від'їзду з Криму О. О. Байкова очолює Кримське товариство любителів та дослідників природи (в його складі з 1910) — по 1925.
З 1926 — при Всесоюзному інституті рослинництва. 1929 року захищає докторську дисертацію, котра, однак, була затверджена аж в 1936.
1934 року переходить на професорську посаду при Ленінградському педагогічному інституті ім. М. М. Покровського.
Його праці стосуються ботанічної географії, систематики та флори, зокрема Криму:
- 1925 — «Рослинність східної яйли Криму, меліорація та господарське використання»,
- 1935 — «Культурна флора СРСР»,
- перші випуски багатотомної «Флори Криму».

Також досліджував життя та творчість російського ботаніка Х. Х. Стевена.
Загинув в блокадному Ленінграді від осколка снаряда під час обстрілу.